# Stagnicola perplexa
Stagnicola perplexa är en svampart som först beskrevs av Peter D. Orton, och fick sitt nu gällande namn av Redhead & A.H. Sm. 1986. Enligt Catalogue of Life ingår Stagnicola perplexa i släktet Stagnicola,  och familjen Strophariaceae, men enligt Dyntaxa är tillhörigheten istället släktet Stagnicola,  och familjen Crepidotaceae. Arten är reproducerande i Sverige. Inga underarter finns listade i Catalogue of Life.